# Kolimagi
Kolimagi – wieś w Polsce położona w województwie podlaskim, w powiecie kolneńskim, w gminie Kolno.
Wierni kościoła rzymskokatolickiego należą do parafii św. Jana Ewangelisty w Zabielu.

## Historia
W czasach zaborów w granicach Imperium Rosyjskiego. W latach 1921–1939 wieś leżała w województwie białostockim, w powiecie kolneńskim, w gminie Czerwone.
Według Powszechnego Spisu Ludności z 1921 roku zamieszkiwały tu 163 osoby w 27 budynkach. Miejscowość podlegała pod Sąd Grodzki w Kolnie i Okręgowy w Łomży; właściwy urząd pocztowy mieścił się w Kolnie.

W wyniku napaści ZSRR na Polskę we wrześniu 1939 miejscowość znalazła się pod okupacją sowiecką. 2 listopada została włączona do Białoruskiej SRR. 4 grudnia 1939 włączona do nowo utworzonego obwodu białostockiego. Od czerwca 1941 roku pod okupacją niemiecką. 22 lipca 1941 r. włączona w skład okręgu białostockiego III Rzeszy.

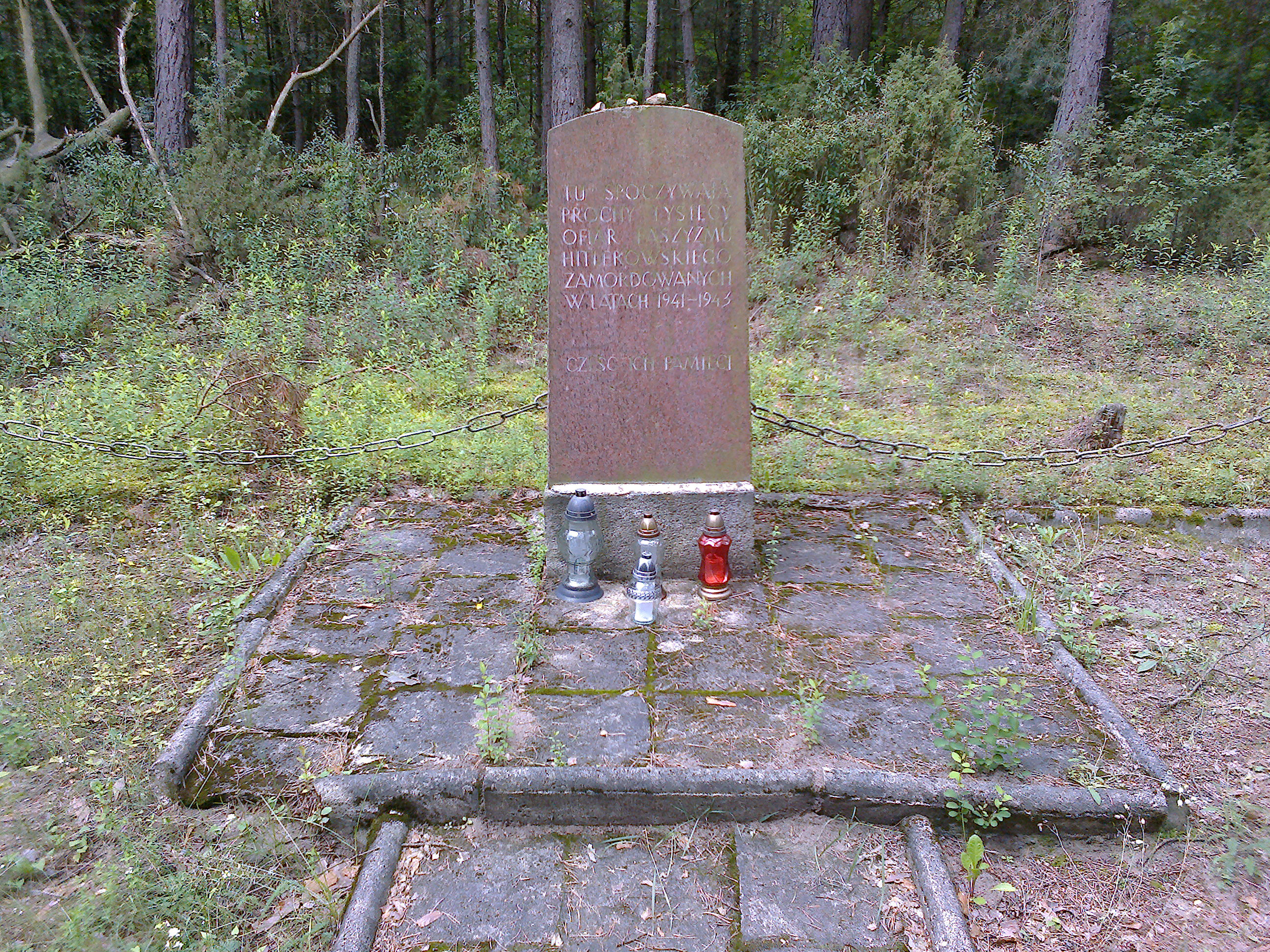
Pomnik na cmentarzu ludności żydowskiej w Kolimagach

W 1940 zajmujący te tereny Sowieci w ramach umacniania nowej granicy z Niemcami na Pisie wykopali tu system rowów przeciwczołgowych. Latem 1941 Niemcy wykorzystali te obiekty do masowych egzekucji ludności żydowskiej pochodzącej z Kolna i okolic. Wymordowano wtedy ok. 400 osób; według innych źródeł rozstrzelano tu większość mężczyzn wywiezionych z Kolna (ponad 1000 osób), podczas gdy kobiety z miasta zamordowano w Mściwujach.
W latach 1975–1998 miejscowość administracyjnie należała do województwa łomżyńskiego. 

## Zabytki
- Cmentarz żydowski z okresu II wojny światowej, nr rej.: A-447 z 30 grudnia 1992[12].